# Cerkev sv. Primoža in Felicijana, Vrhpolje
Cerkev sv. Primoža in Felicijana je župnijska cerkev Župnije Vrhpolje. Najbolj znana je po mozaikih Marka Ivana Rupnika iz leta 2013, s katerimi je oblekel celoten prezbiterij in slavoločno steno. S približno 300 m2 je to največji Rupnikov mozaik v Sloveniji. Poleg tega se v cerkveni ladji nahajajo še Rupnikove slike križevega pota.

## Zgodovina
Z dograditvijo cerkve leta 1875 se je v Vrhpolju oblikovalo novo vaško jedro, ki sovpada s križiščem vodnih in cestnih poti proti Dupljam in Colu. Vrhpoljce je h gradnji cerkve spodbujal duhovni oskrbnik Janez Hofsteter, ko je leta 1854 prišel v Vrhpolje. Pomembni vlogi pri spodbudi za začetek gradnje sta imela župan in poslanec Matej Lavrenčič in vipavski dekan Jurij Grabrijan, ki je pripravil načrte za gradnjo cerkve. Zidarska dela pa je vodil mojster Mihael Blažko iz Lokavca.
Cerkev ima v tlorisu obliko latinskega križa. Na podolžno cerkveno ladjo je v stiku s prezbiterijem položena prečna ladja, ki se na straneh končuje s stranskima kapelama. Prezbiterij ima tradicionalni triosminski zaključek in je obokan z rebrastim obokom. Prezbiteriju sledi križno obokana ladja. Notranjo delitev prostora zunaj nakazujejo plitvi pilastri na kamnitih podstavkih. Fasadi je edini okras neoromanski konzolni venec tik pod streho. Pročelje cerkve deluje ozko in se dviguje v višino. Iz poudarjenega dela pročelja se dviguje zvonik, dograjen leta 1881.
Pilastri so tudi v vogalih pročelja. Nad njima sta podstavka s kipoma svetega Jude in Tadeja, prenesena s pročelje stare cerkve. Fasado cerkve krasi še vhodni portal, nad katerim je preprost polkrožni zaključek. Na spodnji prekladi portala je vklesan napis "GOSPOD BODI Z NAMI! 14. l. (XI) 1875", ki označuje datum cerkvene posvetitve.
Za izgled notranjosti cerkve ima največ zaslug duhovnik ter nadarjeni slikar, kipar in fotograf Henrik Dejak, ki je prišel v Vrhpolje maja leta 1881. Stebriščni oltarji, ki so bili preneseni iz stare cerkve, so bili izdelani v severnih italijanskih delavnicah, verjetno v prvi polovici 18. stoletja. Dejak je premajhen glavni oltar svetega Primoža in Felicijana razširil in povečal z lesenimi, vendar bogato marmoriranimi dodatki. Spretno jih je dodal kamnitim delom oltarja in so skoraj neopazni.
Oltarno nišo je v 2. polovici 19. stoletja poslikal slikar Pavel Künl. Naslikal je fresko zavetnikov, mučencev svetega Primoža in Felicijana. Naslikal je tudi fresko Kristusa s kelihom in kruhom, simbolom evharistije v povišani atiki oltarja. Strop prezbiterija krasi še freska Marije Vnebovzete.
Dejak je priskrbel tudi novi oltarni podobi za stranska oltarja. V desnem je zelo kvalitetno naslikal podobo Jožefa z malim Jezusom, v levem oltarju pa je freska Roženvenske Matere Božje, delo slikarja Mihaela Stroja. Henrik Dejak je izdelal tudi kipa Jezusovega in Marijinega srca v stranskih kapelah. Ostala umetniška dela v cerkvi: Dejakova Kristus na križu, Repičeva kipa apostolov in mučencev svetega Simona in Jude Tadeja, klopi, postavljene leta 1991 po načrtih arhitekta Jožeta Kregarja in obogatene z okrasjem inženirja Ušaja.
Med novejša umetniška dela v cerkvi sodi povečano okno na levi strani prezbiterija. Krasi ga barvno steklo z motivom Teodozijeve zmage nad Evgenijem v bitki pri Frigidu. Z izrazito izpostavljennim motivom Križanega je barvno steklo izdelal ob obletnici bitke leta 1994 slovenski rojak Marko Jerman iz Argentine.
Posebnost so tudi orgle z okrog 1382 piščali. Najvišja piščal sega v višino 5 metrov, najmanjša pa le nekaj milimetrov. Orgle imajo 23 pojočih registrov in jih lahko primerjamo z orkestrom 27. različnih instrumentov. Izdelal jih je Anton Škrabl iz Rogaške Slatine. Orgelsko omaro je z okraski iz lipovega lesa in stiliziranimi lipovimi listi olepšal Oton Naglost iz Vipave. Istočasno je bil leta 2000 obnovljen tudi kor po načrtih Marka Lavrenčiča.
Leta 1890 so na trgu pred cerkvijo postavili vodnjak, ki so ga obnovili ob prvem papeževem obisku v Sloveniji. Obnovo je zasnoval arhitekt Rajko Bajc, vodnjak pa je izdelal kamnosek Vojko Možina iz Sela. V obod vodnjaka je vklesan napis : "Kdor veruje vame, bodo iz njegovega osrčja tekle reke žive vode (Jan. 7.38)". V spodnji del vodnjaka je vdelana kamnita plošča z vklesanim vrhpoljskim grbom in letnico obnove vodnjaka.
Prostor pred cerkvijo obdaja devet kostanjev od prvotno desetih. So nema priča vojnega zločina: 27. septembra 1943 so Nemci na kostanje obesili deset partizanov, ujetih na Nanosu. Žrtve so pokopane na vaškem pokopališču v skupni grobnici.

## Galerija slik
- Cerkev – pogled z zadnje strani
- Vodnjak pred cerkvijo z vklesanim grbom kraja
- Stropna poslikava nad oltarjem
- Desni stranski oltar
- Orgle je izdelal orglarski mojster Anton Škrabl